# Grabenschlacht

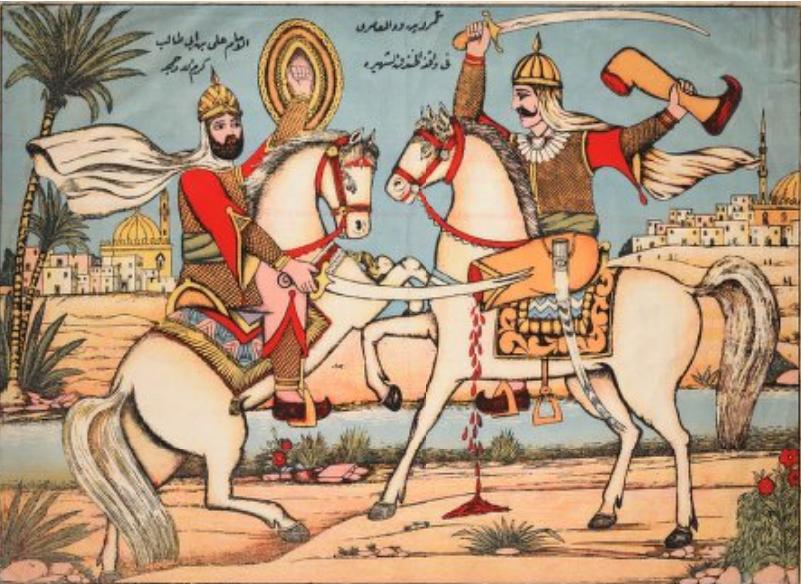
Kampf zwischen ʿAlī ibn Abī Tālib (links) und Amr ibn 'Abd Wudd (rechts) während der Grabenschlacht

Die Grabenschlacht oder der Grabenkrieg (غزوة الخندق / ġazwat al-ḫandaq) war der Angriff einer Allianz der Quraisch, einiger anderer Stämme sowie abessinischer Söldner auf Medina im Jahre 627 n. Chr.
Mohammed ließ – der islamischen Historiographie zufolge dem Rat Salmān al-Fārisīs folgend – zur Verteidigung der Oase einen Graben um Medina ziehen, weshalb der Angriff als Grabenschlacht bekannt wurde. Dieser in Arabien bis dahin unbekannten Strategie wussten die Angreifer nichts entgegenzusetzen, weshalb sie eine Belagerung der Oase begannen, in deren Verlauf vor allem Diplomatie betrieben wurde. Nach zwei Wochen zogen die Angreifer wieder ab, ohne den Graben überwunden zu haben.
Berichte über die Schlacht sind ausschließlich in der islamischen Geschichtsschreibung, vor allem in der maghazi- und sira-Literatur überliefert. Im Koran wird die Grabenschlacht in der Sure 33, Vers 9 bis 25 behandelt.

## Vorgeschichte
Nach der Hidschra in Yathrib angekommen fehlte den Auswanderern jegliche finanzielle Lebensgrundlage, weshalb sie – ganz nach altarabischem Brauch – begannen, die Karawanen der Quraisch zu plündern, die nun, nach der Vertreibung des Propheten und seiner mekkanischen Anhänger als stammesfremd angesehen wurden. Die ersten Karawanenüberfälle waren erfolglos; der erste erfolgreiche Überfall fand im Januar 624 n. Chr. statt. Zu einer größeren militärischen Auseinandersetzung zwischen Mohammed und den Quraisch kam es im März desselben Jahres bei Badr, aus der Mohammed und seine Anhänger trotz zahlenmäßiger Unterlegenheit als Sieger hervorgingen. Um sich für ihre Niederlage bei Badr zu rächen, beschlossen die Quraisch ein Jahr später, Medina anzugreifen. Bekannt wurde dieser für die Quraisch siegreiche Angriff als Schlacht von Uhud. Auf diese Schlacht folgte die Vertreibung des jüdischen Stammes der Banu Nadir, die zum Teil nach Syrien flohen, zum Teil sich in Chaibar ansiedelten und von dort aus die Quraisch in der Grabenschlacht unterstützten.

## Schlachtverlauf
Die Mekkaner hatten schon zwei Jahre zuvor, nach der Schlacht von Uhud, begonnen, sich auf einen Angriff auf Medina vorzubereiten und gewannen dabei die Unterstützung mehrerer Stämme. Am Ende hatten sie eine Armee von etwa 10.000 beziehungsweise 7.500 Mann mit 600 Pferden zusammengebracht. Allerdings hatte Mohammed, dem etwa 3.000 Mann zur Verfügung standen, das Getreide im Norden der Oase schon abgeerntet, so dass bei ihrer Ankunft das Viehfutter für die mekkanische Kavallerie schnell knapp wurde. Als er den unmittelbar bevorstehenden Aufbruch der feindlichen Armee aus Mekka erfahren hatte, befahl Mohammed derweil seinen Anhängern, einen Graben auszuheben. Nach sechs Tagen waren die Arbeiten an diesem Graben, an denen sich Mohammed persönlich beteiligt hatte, beendet.
Die den muslimischen Truppen eigentlich überlegene mekkanische Kavallerie wurde beim Versuch, den Graben zu überqueren, zurückgedrängt. Einen Angriff mit ihrer Infanterie scheinen die Angreifer aufgrund der Erfahrung aus früheren Schlachten mit den Muslimen gemieden zu haben. Weil ihre Hauptangriffsstrategie dadurch zunichtegemacht worden war, begannen die Quraisch und ihre Verbündeten eine Belagerung Medinas, worin sie allerdings gänzlich unerfahren waren. Nach zwei Wochen ohne größere militärische Aktivität wurde die Belagerung beendet, nachdem die Konföderation aufgelöst worden war.
Das Scheitern des Angriffs stärkte Mohammeds Position in Medina enorm und führte zu einer Niedergeschlagenheit in Mekka. Unmittelbar auf die Schlacht folgte die Vernichtung der Banu Quraiza.